# Cover Me
Cover Me – piosenka grupy Depeche Mode oraz trzeci singiel grupy z albumu Spirit. Utwór został wydany na singlu 6 października 2017 roku.

## O utworze
Utwór jest jedną z dwóch kompozycji napisanych przez Gahana, Eignera i Gordeno. Piosenka jest utrzymana w stylu bluesa z elementami indietroniki i soft rocka. Ponad 2 minutowe instrumentalne outro jest prawdopodobnie nawiązaniem do stylistyki bandu Pink Floyd z okresu płyty The Dark Side of the Moon (1973).

## Teledysk
Na teledysku jest ukazany tylko Dave, który prawdopodobnie został ukazany jako Jurij Gagarin. W kilku momentach można go widzieć w kosmosie, a najwięcej czasu spędza w pustym Los Angeles.

## Lista utworów
1. „Cover Me” – 4:51

## Twórcy

### Depeche Mode
- David Gahan – wokale główne
- Martin Gore – gitara, syntezator, chórki
- Andrew Fletcher – syntezatory, chórki

### Pozostali
- James Ford – perkusja, pedal steel guitar